# 26. rozdanie nagród Złotych Malin
Złote Maliny przyznane za rok 2005
| Kategoria                             | Dla                          | Za                                        |
| ------------------------------------- | ---------------------------- | ----------------------------------------- |
| Najgorszy film                        | John Mallory Asher           | Dirty Love                                |
| Najgorszy aktor                       | Rob Schneider                | Deuce Bigalow: Boski żigolo w Europie     |
| Najgorsza aktorka                     | Jenny McCarthy               | Dirty Love                                |
| Najgorszy aktor drugoplanowy          | Hayden Christensen           | Gwiezdne wojny: część III – Zemsta Sithów |
| Najgorsza aktorka drugoplanowa        | Paris Hilton                 | Dom woskowych ciał                        |
| Najgorszy reżyser                     | John Asher                   | Dirty Love                                |
| Najgorsza ekranowa para               | Will Ferrell i Nicole Kidman | Czarownica                                |
| Najgorszy scenariusz                  | Jenny McCarthy               | Dirty Love                                |
| Najgorszy remake lub sequel           | Lawrence Guterman            | Dziedzic maski                            |
| Najbardziej męczący bohater brukowców | Tom Cruise                   | Publiczny spektakl                        |